# Sinfonía n.º 11 (Shostakóvich)

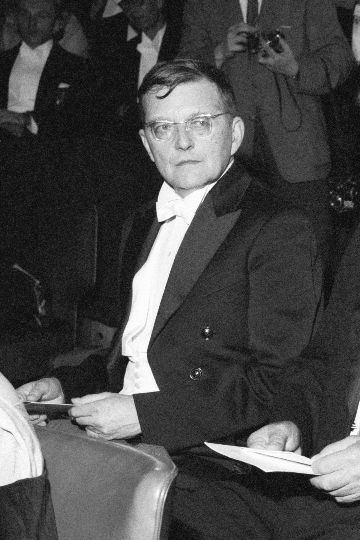
Shostakóvich en 1958.

La Sinfonía n.º 11 en sol menor, Op. 103, subtitulada El año 1905, fue compuesta por Dmitri Shostakóvich en 1957.

## Historia

### Composición

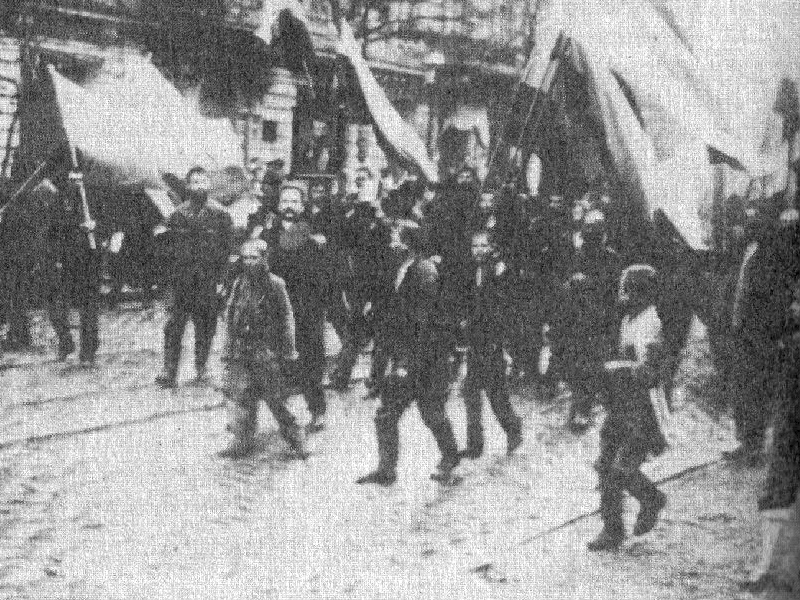
Manifestantes en el Domingo Sangriento de 1905.

La composición de este opus se completó en 1957. El subtítulo El año 1905 pretendía conmemorar de la Revolución rusa de 1905 y, en concreto, los trágicos sucesos del llamado Domingo Sangriento, cuando varios centenares de los cerca de 10.000 manifestantes que protestaban en el Palacio de invierno del zar en San Petersburgo fueron asesinados por orden de funcionarios del gobierno. La matanza incitó nuevas manifestaciones y actividades antizaristas, que culminaron en la Revolución bolchevique de 1917. La sinfonía llevaba el subtítulo "1905" y la mayoría de sus temas procedían de canciones revolucionarias rusas.

### Estreno
El estreno de la obra se celebró el 30 de octubre de 1957 en Leningrado con la interpretación de la Orquesta Sinfónica de la URSS bajo la dirección de Natán Rajlin. Pocos meses después tuvo lugar la primera interpretación en el extranjero. Fue el 22 de enero de 1958 en el Royal Festival Hall de Londres y corrió a cargo de la Orquesta Sinfónica de la BBC dirigida por Malcolm Sargent. El estreno en Estados Unidos fue el 7 de abril de 1958 por Leopold Stokowski al frente de la Orquesta Sinfónica de Houston.

## Instrumentación
La partitura está escrita para una orquesta formada por:
- Viento madera: 3 flautas (la tercera doblando al flautín), 3 oboes (el tercero doblando al corno inglés), 3 clarinetes (el tercero doblando al clarinete bajo) y 3 fagotes (el tercero doblando al contrafagot).
- Viento metal: 4 trompas, 3 trompetas, 3 trombones y 1 tuba.
- Percusión: timbales, bombo, caja, platillos, tam-tam, triángulo, xilófono, campanas tubulares y celesta.
- Cuerda: 2 arpas (preferiblemente dobladas) y una sección de cuerdas con violines I y II, violas, violonchelos y contrabajos.

Se ha convertido en una práctica profesional habitual que la parte de las campanas tubulares (que sólo se utiliza al final del cuarto movimiento) se toque con cuatro grandes campanas de iglesia, cada una de ellas afinada cromáticamente en las cuatro notas requeridas (sol, do, si bemol y si becuadro).

## Estructura y análisis
La sinfonía consta de cuatro movimientos: 
- I. La plaza del palacio. Adagio, en sol menor
- II. El 9 de enero. Allegro
- III. Memoria eterna. Adagio
- IV. Tocsin (Campana de alarma). Allegro

La interpretación de esta obra dura aproximadamente 60 minutos. Los cuatro movimientos, todos con subtítulos, se interpretan sin pausa entre ellos.

### I.La plaza del palacio. Adagio
El primer movimiento, Adagio, está escrito en la tonalidad de sol menor. Se subtitula "La plaza del palacio" (Дворцовая площадь) y refleja la inquietante quietud de la plaza del Palacio de invierno en la mañana del Domingo Sangriento. Se abre en un ambiente sombrío y oscuro construido sobre varios motivos, uno crucial en la percusión que representa a los manifestantes que se agrupan ante el palacio. Incorpora dos canciones populares rusas, "Slushai" (Escucha) y "Arrestant" (El prisionero) interpretadas respectivamente por flauta y contrabajo, que se asocian con figuras políticas famosas. Se trata de dos canciones revolucionarias bastante lúgubres que son presentadas y posteriormente desarrolladas. Todo el movimiento está impregnado de amenazantes motivos de timbales, una inquietante composición para la cuerda y una creciente sensación de desasosiego que aluden a acontecimientos venideros.

### II.El 9 de enero. Allegro
El segundo movimiento, Allegro, se subtitula "El 9 de enero" (9-е января). En sus casi 20 minutos de duración evoca la sangrienta matanza perpetrada por las tropas zaristas ese día conocido como el Domingo Sangriento, el 22 de enero de 1905 [O.S. 9 de enero]. Es la pieza más compleja y dramática. Recuerda material motívico y temático del movimiento inicial. Shostakóvich basa el movimiento en dos temas de sus Diez poemas corales sobre textos revolucionarios para coro sin orquesta. Se trata de "Goy ty, tsar nash, batyushka" (Oh tú, nuestro zar, nuestro padre) y "Obnazhite golovy" (Descubrid vuestras cabezas). El segundo tema reaparece más adelante en momentos culminantes de los movimientos tercero y cuarto. La música más dramática se encuentra en la sección fugato, que alcanza un clímax brutal y percusivo empleando una variante del motivo de los manifestantes para representar la matanza. La inquietante quietud de la apertura de la sinfonía continúa, dando paso al tercer movimiento Adagio.

### III.Memoria eterna. Adagio
El tercer movimiento, Adagio, se subtitula "Memoria eterna" (Вечная память). Es un lúgubre lamento basado en la melodía de la marcha fúnebre revolucionaria "Vy zhertvoyu pali" (Caísteis como víctimas). Más tarde se cita el tema de otra canción, "Bienvenido, la palabra libre de la libertad", tras lo cual llega un poderoso clímax. Hacia el final, hay un brote más, en el que se representa material del segundo movimiento.

### IV.Tocsin (Campana de alarma). Allegro
El cuarto y último movimiento, Allegro, se subtitula "Tocsin" (Набат) que es campana de alarma. El Finale constituye una advertencia y una postura de desafío. Shostakóvich recurre a la celesta como un tocsin (en ruso nabat, que también era el nombre de una revista revolucionaria) para anticipar los acontecimientos de 1917. En su febril arranque, alude a la música del segundo movimiento de la Sinfonía n.º 10 de Shostakóvich, que según Volkov satiriza a Stalin. Se citan tres piezas: "Besnuytes, tyranny" (Furia, tiranos), "Varshavyanka" (Torbellino de peligro) y "Ogonki" (Chispas). Más tarde, adquiere gradualmente un aire desafiante y triunfal, con una campana tocando su advertencia en el poderoso final de la sinfonía.

## Recepción de la obra
La obra obtuvo un éxito inmediato, el mayor que conoció tras la Sinfonía Leningrado, quince años anterior. Gracias a ella, obtuvo el Premio Lenin en abril de 1958, lo que supuso formalmente la rehabilitación del compositor, ya que un mes después el Comité Central del Partido Comunista de la Unión Soviética resolvió corregir los errores de la Doctrina Zhdánov de 1948 y deploró las opiniones subjetivas de Stalin sobre ciertas obras de arte y la adversa influencia que ejercieron sobre el líder ruso sus consejeros Mólotov, Malenkov y Beria.
Mstislav Rostropóvich afirmó que la sinfonía es un "réquiem por todas las revueltas reprimidas".

## Discografía selecta
En la discografía de la pieza dos versiones han sido destacadas por la prensa especializada (Diapason, Répertoire, Gramophone), la de Yevgueni Mravinski dirigiendo la Filarmónica de Leningrado y la de Kiril Kondrashin al frente de la Filarmónica de Moscú como parte de la integral de las sinfonías de Shostakovich.
| Año  | Dirección               | Orquesta                                                | Discográfica       |
| ---- | ----------------------- | ------------------------------------------------------- | ------------------ |
| 1957 | Yevgueni Mravinski      | Orquesta Filarmónica de Leningrado                      | Russian Disc       |
| 1958 | André Cluytens          | Orquesta Nacional de la Radiodifusión Francesa          | Testament          |
| 1967 | Yevgueni Mravinski      | Orquesta Filarmónica de Leningrado                      | Praga              |
| 1973 | Kiril Kondrashin        | Orquesta Filarmónica de Moscú                           | Melodiya           |
| 1983 | Bernard Haitink         | Orquesta Real del Concertgebouw                         | Decca              |
| 1985 | Guennadi Rozhdéstvenski | Orquesta Sinfónica del Ministerio de Cultura de la URSS | Melodiya           |
| 1988 | Semión Bychkov          | Orquesta Filarmónica de Berlín                          | Philips Classics   |
| 1989 | Neeme Järvi             | Orquesta Sinfónica de Gotemburgo                        | DG                 |
| 1996 | Mariss Jansons          | Orquesta de Filadelfia                                  | EMI Classics       |
| 1999 | Rudolf Barshái          | Orquesta Sinfónica de la WDR de Colonia                 | Brilliant Classics |
| 2001 | Semión Bychkov          | Orquesta Sinfónica de la WDR de Colonia                 | Avie               |
| 2002 | Mstislav Rostropóvich   | Orquesta Sinfónica de Londres                           | LSO Live           |